# Балка Лисича (притока Березані)
Балка Лисича, Балка Калістровська — балка (річка) в Україні у Миколаївському районі Миколаївської області. Ліва притока річки Березані (басейн Чорного моря).

## Опис
Довжина балки 21 км, похил балки 1,8 м/км  площа басейну водозбіру 211 км² . Формується багатьма струмками та загатами. На деяких ділянках балка пересихає.

## Розташування
Бере початок на південно-західній околиці села Новокатеринівки. Спочатку тече на південний схід, далі тече на південний захід через села Катеринівку, Степове і на північній стороні від села Данилівки впадає у річку Березань, що впадає у Березанський лиман.
Населені пункти вздовж берегової смуги: Весняна Квітка, Червоне Поле.

## Цікаві факти
- У селі Степове балку перетинає автошлях Т 1506[2] (автомобільний шлях територіального значення в Миколаївській області. Проходить територією Миколаївського, Вознесенського та Первомайського районів через Миколаїв — Доманівку — Берізки. Загальна довжина — 174,5 км.).
- У XX столітті на балці існували водокачки, молочно,-птице, -свино-тваринні ферми (МТФ, ПТФ, СТФ), газгольдери та газові свердловини[3], а у XIX столітті — багато вітряних млинів[1].